# Ahmed Fahmi
Ahmed Fahmi (en arabe : أحمد فهمي) est un homme politique égyptien, président du Conseil consultatif de 2012 à 2013,,.